# Пероксид ацетона
Перокси́д ацето́на (пе́рекись ацетона), химическая формула — C9H18O6 — инициирующее взрывчатое вещество, впервые полученное Рихардом Вольфенштейном в 1895 году.

## История
Первые эксперименты по получению пероксидов ацетона были проведены Вольфенштейном в 1895 году, когда он изучал действие пероксида водорода на кониин в ацетоновом растворе, полагая, что ацетон и пероксид водорода не взаимодействуют. Вольфенштейн обнаружил, что из смеси равных объёмов ацетона и 10%-го пероксида водорода выпадают кристаллы, которые он охарактеризовал как тримерный пероксид ацетона (триперекись ацетона 2). Также он заметил, что реакция происходит быстрее при добавлении малых количеств фосфорной кислоты.
В 1899 году Адольф Байер и Виктор Виллигер синтезировали также димерный пероксид ацетона (диперекись ацетона 1). В 1933 году Лекок наблюдал процесс деполимеризации трипероксида ацетона при определении его молекулярной массы методом криоскопии, а также при плавлении. В 1947 году изучалось влияние кислот на образование пероксидов ацетона, в частности, было замечено, что серная, соляная, фосфорная и азотная кислоты значительно ускоряют окисление ацетона пероксидом водорода, а в присутствии органических кислот (уксусной, бензойной) образования продукта не происходит.
К настоящему времени получены пероксиды ацетона четырёх структур.

## Получение
Димерный пероксид ацетона (диперекись ацетона, 1) получают с выходом 94 % при обработке ацетона 86%-ным пероксидом водорода в ацетонитриле в присутствии серной кислоты при пониженной температуре. Другим способом синтеза диперекиси ацетона является реакция ацетона с персульфатом калия в разбавленной серной кислоте. Тримерный пероксид ацетона (триперекись ацетона, 2) образуется в данных реакциях как примесь. Для препаративного получения данного продукта применяют реакцию ацетона с эквивалентным количеством 50%-ной перекиси водорода и 0,25 эквивалентами серной кислоты. Триперекись ацетона можно очистить низкотемпературной перекристаллизацией из пентана. При этом она кристаллизуется в виде длинных плоских призмовидных кристаллов.
Пероксиды 3 и 4 могут быть получены в данных реакциях при отсутствии минеральной кислоты. Например, смесь ацетона и 50%-ной перекиси водорода при перемешивании в течение трёх часов при 0 °С даёт исключительно 2,2-бис(гидроперокси)пропан 3. Увеличение времени реакции приводит к образованию продукта 4.

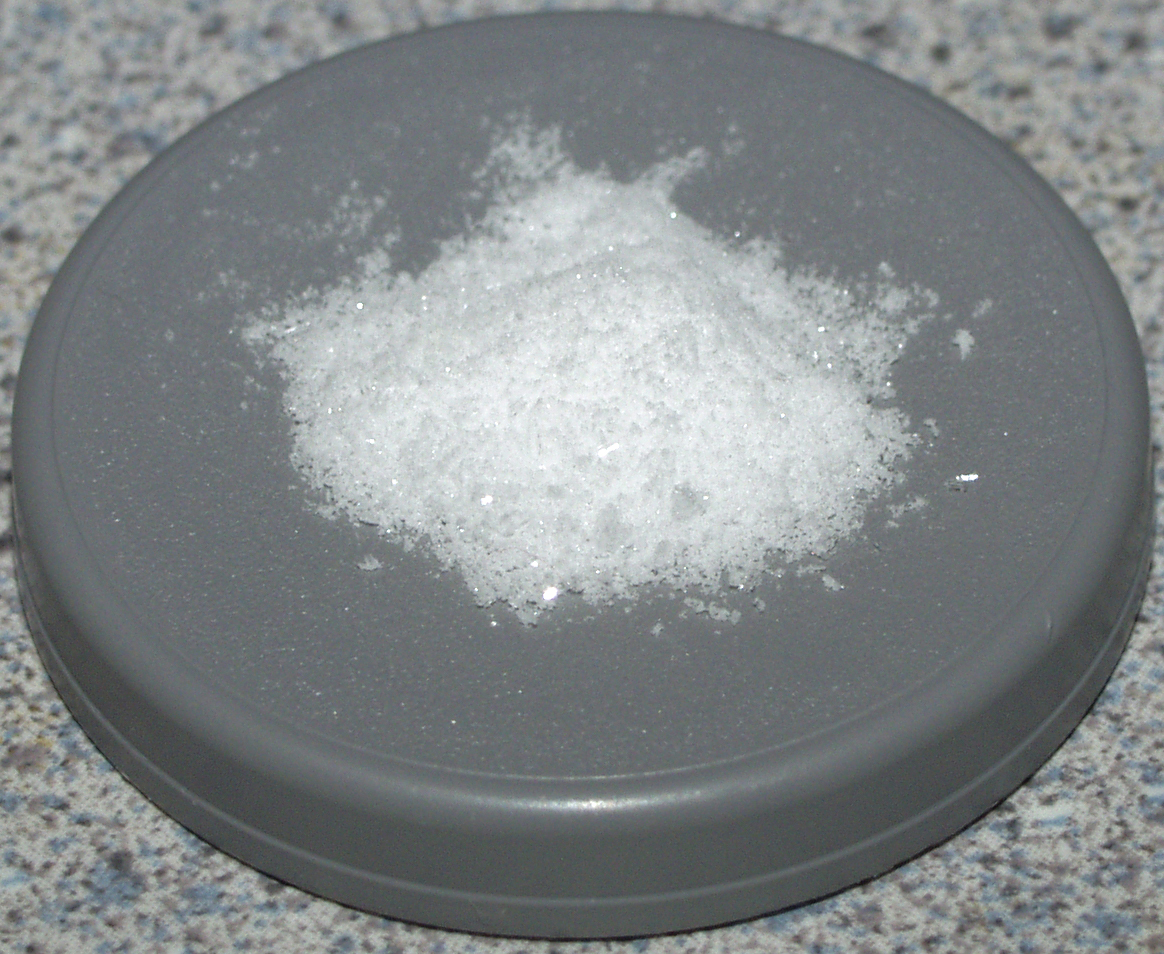

## Физические свойства
Трипероксид ацетона легко возгоняется:
- при температуре от +14 до +18 °С он теряет около 6,5 % массы за 24 часа;
- при +25 °С — 68 % массы за 14 дней;
- при +50 °С — 1,5 % массы за 2 часа;
- при 100 °С — возгоняется весьма быстро[6].

Он растворим в этаноле (0,15 г/100 г при +17 °С), диэтиловом эфире (5,5), петролейном эфире (7,35), ацетоне (9,15), сероуглероде (9,97), пиридине (15,4), бензоле (18,0), трихлорэтилене (22,7), четырёххлористом углероде (24,8), хлороформе (42,5), но нерастворим в воде.

## Химические свойства
При нагревании с разбавленной серной кислотой пероксид ацетона количественно гидролизуется с образованием ацетона и пероксида водорода:
{\displaystyle {\mathsf {C_{6}H_{12}O_{4}+2H_{2}O\rightarrow 2C_{3}H_{6}O+2H_{2}O_{2}}}.}
Миллиграммовые количества дипероксида и трипероксида ацетона в течение 15 минут разлагаются сильными кислотами (например, серной кислотой или метансульфокислотой). Поскольку реакция экзотермична, действие сильных кислот на граммовые количества вызывает детонацию. Также трипероксид ацетона эффективно разрушается хлоридом олова(II).
При получении с использованием метансульфокислоты, хлорной или серной кислоты трипероксид ацетона самопроизвольно превращается в дипероксид ацетона. Однако при использовании хлорида олова(IV), соляной или азотной кислоты он остаётся стабильным.

## Использование в качестве взрывчатого вещества
В военных целях пероксид ацетона не используется из-за высокой летучести и чувствительности, однако, c 1980-x годов применяется в террористических целях как инициирующее или основное взрывчатое вещество. Также существуют упоминания о применении пероксида ацетона в диверсионной практике советских разведчиков первой половины 20 века как импровизированного взрывчатого вещества, которое можно легко сделать из подручных химикатов: 
«Мало кому из людей «мирных профессий» известно, что самые банальные «химикалии» могут стать иногда грозными разрушителями. Ацетон продаётся в аптеках для удаления с ногтей старого лака. Перекись водорода — для корректуры природного цвета женских волос. Фосфорная кислота идёт на балансирование желудка и для пайки металлов. Но не рекомендуется смешивать вместе эти три вещества. Получающийся от смеси белый порошок является сильнейшей взрывчаткой».
Использование террористами связано с простотой синтеза, а также с тем, что в молекуле данного вещества отсутствует азот, что делает невозможным определение взрывающего устройства стандартными устройствами, реагирующим на соединения азота. Трипероксид ацетона обладает примерно такой же взрывной силой, как тротил. Кроме того, он весьма чувствителен к нагреванию и удару и может воспламеняться под действием открытого пламени и электрического разряда, что делает сам процесс создания взрывающих устройств опасным (по этой причине трипероксид ацетона получил название «Мать Сатаны»).
The Times сообщает, что через несколько дней после теракта в Манчестере (теракт произошёл в ночь на 23 мая 2017 года) в открытом доступе в социальной сети Facebook и на YouTube находились пошаговые инструкции по изготовлению взрывных устройств на основе пероксида ацетона, вещества, которое использовал Абеди для совершения теракта.
Сообщается, что данное вещество детонирует даже при содержании воды до 25 %. К удару перекись ацетона чуть менее чувствительна, чем азид свинца. По бризантности она превосходит азид свинца и гремучую ртуть.
При взрыве пероксида ацетона происходит резкое образование большого объёма газов: из его одной молекулы образуются три молекулы ацетона и одна молекула озона. Приводят также и другое уравнение разложения:
{\displaystyle {\mathsf {(C_{3}H_{6}O_{2})_{3}\rightarrow 1,3CO_{2}+2,44CO+2,61CH_{4}+}}}
{\displaystyle {\mathsf {+\ 0,63C_{2}H_{6}+0,23C_{2}H_{4}+0,47H_{2}+0,96H_{2}O+0,47C}}.}
Скорость детонации {\displaystyle v_{d}} трипероксида ацетона составляет 5300 м/с при плотности {\displaystyle \rho } 1,2 г/см3 и около 1430 м/с при 0,47 г/см3. В диапазоне плотностей от 0,35 до 1,2 г/см3 эта зависимость линейна и подчиняется уравнению:
{\displaystyle v_{d}=5405,1\rho -1149} (м/с).
Теплота взрыва составляет 2803 кДж/кг, что составляет 67 % от тротилового эквивалента (4,19 МДж/кг).

## Использование в качестве пищевой добавки
Пероксид ацетона является пищевой добавкой, которой присвоено обозначение E929. Он улучшает качество мучных изделий. Однако, по состоянию на 2017 год пероксид ацетона практически не используется с этой целью, вместо него применяются другие улучшители.

## Обнаружение
Трипероксид и дипероксид ацетона можно обнаружить или проанализировать методом тонкослойной хроматографии на силикагеле (элюент: толуол, Rf 0,57 и 0,66 соответственно, проявка 1 % дифениламина в концентрированной серной кислоте). Подобраны также условия для анализа газовой хроматографией и масс-спектрометрией.